# Annemarie Hummel
Annemarie Hummel (* 3. September 1931 in Cottbus-Ströbitz; † 18. Juni 1999 in Berlin) war eine deutsche Film- und Theaterschauspielerin.

## Wirken
Annemarie Hummel wurde 1951 in Görlitz von Gustav von Wangenheim in einer Laienspiel-Aufführung entdeckt. In den folgenden Jahren hatte sie u. a. Engagements an Theaterbühnen wie dem Theater der Freundschaft Berlin, dem Stadttheater Cottbus und dem Volkstheater Rostock. 1956 spielte sie in Samuil Marschaks Märchenspiel Das Tierhäuschen (Regie Hans-Dieter Schmidt); 1958 trat sie (u. a. mit Hannes W. Braun, Rainer R. Lange und Johanna Clas) in Josef Stauders Inszenierung von Das Blaue Licht auf. U. a. mit Gisela Büttner, Hermann Eckhardt und Klaus Erfurth spielte 1958 in Lothar Bellags Inszenierung von Damals 18/19 von Wera und Claus Küchenmeister. 1961 war sie in der Fernsehaufführung der Neuinszenierung des Schauspiels Schneeball von Valentina Ljubimow (Regie Gwendolin Reichwald) zu sehen, im selben Jahr in der Fernsehaufführung des Schauspiels Das Rübchen von Pawel Maljarewski unter der Regie von Horst Hawemann und Peter Ensikat.
1969 wirkte Annemarie Hummel in der Fernsehinszenierung des Schauspiels Spiel vor dem Feind von Michail Swetlow mit (Fernsehregie: Hilmar Elze);
1973 spielte sie in der Fernsehfassung des Märchens Zar Wasserwirbel von Jewgeni Schwarz. Daneben wirkte sie im DEFA-Spielfilm Eine Berliner Romanze (1965) von Gerhard Klein mit. Des Weiteren war sie als Synchronsprecherin (Wie der Stahl  gehärtet wurde, 1957) und als Sprecherin für Hörfunkproduktionen wie Alice im Wunderland tätig. In späteren Jahren wirkte sie noch in der vom  Fernsehen der DDR aufgezeichneten Theaterinszenierung Der Pinsel und sein Onkel Valentin (1987, Regie Horst Netzband) und in Richard Engels DFF-Produktion Letzte Liebe (1991) mit.

## Filmografie
- 1955: Stürmischer Lebensabend (Fernsehfilm)
- 1987: Der Pinsel und sein Onkel Valentin (Theateraufzeichnung)
- 1991: Letzte Liebe (Fernsehfilm)

## Hörspiele
- 1988: Volkstext (Tausendundeine Nacht): Die Geschichte vom Mann, der nie im Leben lachte – Dramaturgie und Regie: Peter Brasch
- 1988: Lothar Günther: Kalte Ferien – Regie: Karlheinz Liefers
- 1989: Ricarda Bethke: Wolf oder Bär oder Reh – Regie: Karlheinz Liefers
- 1990: Gerhard Rentzsch: Augenblickchen (2). Szenen aus deutschen Landen, beobachtet im Januar 1990 – Regie: Karlheinz Liefers
- 1991: Andrej Platanowitsch Platonow: Die Suche nach dem verlorenen Volk – Regie: Karlheinz Liefers

## Belege
1. ↑  Birgit Mache, Staatstheater Cottbus: Im Rampenlicht: 100 Jahre Theater am Schillerplatz in Cottbus. Staatstheater, 1. Oktober 2008
2. ↑  Theater der Zeit. Band 36, Ausgaben 7–12. Henschel, 1981, S. 76.
3. ↑  Szenenbilder aus dem Märchenspiel Das Tierhäuschen von S. Marschak, Regie H.-D. Schmidt (deutschefotothek.de).
4. ↑  Szenenbilder aus Das blaue Licht von J. Stauder (deutschefotothek.de).
5. ↑  Szenenbilder aus Damals 18/19 von Wera und Claus Küchenmeister mit Musik von Reiner Bredemeyer (Regie: Lothar Bellag, Ausstattung: Dieter Berge). Theater der Freundschaft Berlin, Uraufführung 22. November 1958 (deutschefotothek.de).
6. ↑  Schneeball – Fernsehaufführung der Neuinszenierung eines Schauspiels von Valentina Ljubimow.
7. ↑  Das Rübchen – Fernsehaufführung eines Schauspiels von Pawel Maljarewski in Fernsehen der DDR.
8. ↑  Spiel vor dem Feind – Fernsehinszenierung eines Schauspiels von Michail Swetlow in Fernsehen der DDR.
9. ↑  Zar Wasserwirbel – Fernsehaufführung eines Märchens von Jewgeni Schwarz in Fernsehen der DDR.
10. ↑  Günter Schulz, Doris Hackbarth, Staatliches Filmarchiv der DDR (Hrsg.): DEFA-Spielfilme: Filmografie. Band 1. 1989.
11. ↑  Eintrag in DDR Hörspiel

| Personendaten    | Personendaten           |
| ---------------- | ----------------------- |
| NAME             | Hummel, Annemarie       |
| KURZBESCHREIBUNG | deutsche Schauspielerin |
| GEBURTSDATUM     | um 1930                 |
| GEBURTSORT       | Ströbitz (Cottbus)      |
| STERBEDATUM      | 18. Juni 1999           |
| STERBEORT        | Berlin                  |